# Булавін Леонід Анатолійович
Леоні́д Анато́лійович Була́він (*18 серпня 1945) — український учений-фізик. Доктор фізико-математичних наук, професор. Академік НАН України. Академік АН ВШ України з 1993 р.

## Біографія
Народився у Полтаві. Закінчив фізичний факультет КДУ ім. Т. Шевченка (1967) та аспірантуру цього факультету (1970). Відтоді працює на фізичному факультеті КНУ ім. Т.Шевченка на різних посадах:
- у 1982–1990 — заступник декана,
- у 1990–2007 рр.— декан,
- з 1990 р. — завідувач кафедри молекулярної фізики.

Кандидатська дисертація «Дослідження етану поблизу критичної точки рідина-пара за допомогою повільних нейтронів» (1980), докторська — «Нейтронні дослідження рівноважних і кінетичних властивостей рідин» (1989). Професор (з 1989 р.).

## Основні сфери наукових інтересів
- фізика рідин,
- фізика фазових перетворень та критичних явищ,
- нейтронні дослідження конденсованих систем.

## Наукові досягнення
Автор близько 300 наукових робіт, зокрема 13 підручників і монографій, серед яких:
- «Нейтронные исследования динамики жидкости» (1979),
- «Основы физики воды» (1991, у співавт.);
- «Фізика. Завдання та тести» (у 2-х частинах, 1993);
- «Критичні властивості рідини» (2002);
- «Ядерна фізика» (2002, 2005, у співавт.);
- «Критичні властивості розчинів полімерів» (2003, у співавт.);
- «Фізика ультразвукової діагностики в медицині» (2004, у співавт.);
- «Основи термодинаміки» (2004, у співавт.);
- «Квазіупружне розсіяння нейтронів у рідинах» (2004, у співавт.);
- «Нейтронна спектроскопія конденсованих середовищ» (2005, у співавт.);
- «Нейтронна оптика мезорозмірних рідин» (2006, у співавт.).

Підготував понад 30 кандидатів і докторів наук. Створив наукову школу в галузі нейтронних досліджень рідин та полімерів.
Голова спеціалізованої ради з захисту докторських дисертацій (з 1992 р.). Голова науково-методичної ради з фізики МОН України (з 1994 р.). Член наукової ради Об'єднаного інституту ядерних досліджень (Дубна, Росія, з 1992 р.). Головний редактор збірника «Фізика рідкого стану» (з 1991 р.), член редколегії «Українського фізичного журналу» (з 1994 р.).

## Звання і нагороди
Академік НАН України (2006). Член Українського (1990) та Американського (1991) фізичних товариств. Соросівський професор (1996).
Заслужений діяч науки і техніки України (2003). Орден «За заслуги» ІІ ступеня (2009), ІІІ ступеня (2004).
Державна премія України в галузі науки і техніки 2011 року — за цикл наукових праць «Квантові ефекти і структурна самоорганізація у нових багатофункціональних наноматеріалах» (у складі колективу).
У 1999–2002 рр. — віце-президент АН ВШ України.
Лауреат премії НАН України імені Д. В. Волкова (2017).